# Echeveria nayaritensis
Echeveria nayaritensis är en fetbladsväxtart som beskrevs av M. Kimnach. Echeveria nayaritensis ingår i släktet Echeveria och familjen fetbladsväxter. Inga underarter finns listade i Catalogue of Life.